# Alberto Martínez Díaz
Alberto Martínez Díaz, més conegut com a Berto (Lugo, 27 d'octubre de 1962) és un exfutbolista asturià. Jugava de migcampista.
Provinent del Caudal de Mieres, Berto ha estat un dels símbols del Reial Oviedo durant la dècada dels 80 i els 90. Va arribar al primer equip ovetenc el 1985, i tres anys després, pujava a primera divisió, on va romandre amb el conjunt asturià durant 11 campanyes, tot jugant 327 partits de lliga. Amb l'Oviedo també va disputar competicions europees (90/91). Tret de les lesions i amonestacions, Berto va ser titular i fix en les alineacions de l'Oviedo en tots aquests anys. També va ser convocat per la selecció espanyola de futbol.
En total, amb 508 partits al seu haver, és el jugador que més partits ha disputat a la història amb la samarreta del Real Oviedo.
Després que l'Oviedo el deixara fora la temporada 98/99, Berto va continuar en altres equips menors fins a la seua retirada, com ara la Ponferradina, l'Aguilas i l'Astur, on va romandre fins a mitjans de la dècada del 2000. El seu fitxatge pel darrer conjunt va portar polèmica, ja que es tractava d'un projecte destinat a fer ombra al Real Oviedo com a equip de la ciutat, després del descens administratiu d'aquest a la Tercera Divisió.
Com a curiositat, una penya oviedista que porta el seu nom disputa competicions territorials asturianes.